# Jamie Waylett
Jamie Waylett (nascido em 21 de julho de 1989, em Kilburn, Londres) é um ator inglês conhecido por seu personagem Vincent Crabbe em seis (dos oito) filmes da série Harry Potter.
No dia 7 de abril de 2009, Jamie e um amigo foram parados pela polícia depois de Jamie tirar uma foto do carro dos policiais quando passavam. Os policiais então procuraram o veículo dos rapazes, e encontraram uma faca e oito sacos de maconha. Jamie foi acusado um mês após a posse da droga.
```
apareceu no tribunal no dia 16 de julho, e confessou ser o culpado pelo plantio da droga na casa de sua mãe, mas alegou que era apenas para seu uso pessoal e não para comercialização.
[
3
]
```

Em 21 de julho, no seu aniversário de 20 anos, Jamie Waylett foi sentenciado a 120 horas de serviço comunitário. Jamie tinha sido acusado de usar cocaína em outubro de 2006, aos 17 anos.
O ator Joshua Herdman que é companheiro de Jamie no filme Harry Potter, anunciou em 9 de agosto que Jamie não voltaria para a gravação de Harry Potter and the Deathly Hallows (Harry Potter e as Relíquias da Morte). O personagem de Jamie vai ser escrito com o seu papel na trama assumidas pelo personagem de Joshua Herdman.
Em 20 de março de 2012 Waylett foi condenado a dois anos de prisão por sua participação nos tumultos na Inglaterra em 2011.

## Filmografia
| Título                                    | Ano  | Personagem     |
| ----------------------------------------- | ---- | -------------- |
| Harry Potter and the Philosopher's Stone  | 2001 | Vincent Crabbe |
| Harry Potter and the Chamber of Secrets   | 2002 | Vincent Crabbe |
| Harry Potter and the Prisoner of Azkaban  | 2004 | Vincent Crabbe |
| Harry Potter and the Goblet of Fire       | 2005 | Vincent Crabbe |
| Harry Potter and the Order of the Phoenix | 2007 | Vincent Crabbe |
| Harry Potter and the Half-Blood Prince    | 2009 | Vincent Crabbe |